# V. konstitutionelle Regierung Osttimors
Die V. konstitutionelle Regierung Osttimors (V Constitutional Government) war die fünfte Regierung Osttimors seit der Entlassung Osttimors in die Unabhängigkeit am 20. Mai 2002. Premierminister Xanana Gusmão regierte in seiner zweiten Amtszeit in Folge vom 8. August 2012 bis zum 16. Februar 2015. Danach trat er freiwillig von seinem Amt zurück.

## Geschichte

Bildungsministerium

Ministerium für Handel, Industrie und Umwelt

Emblem des Ministeriums für Staatsadministration

Staatssekretärin Jugend und Sport

Ministerium für Soziale Solidarität

Gesundheitsministerium Osttimors

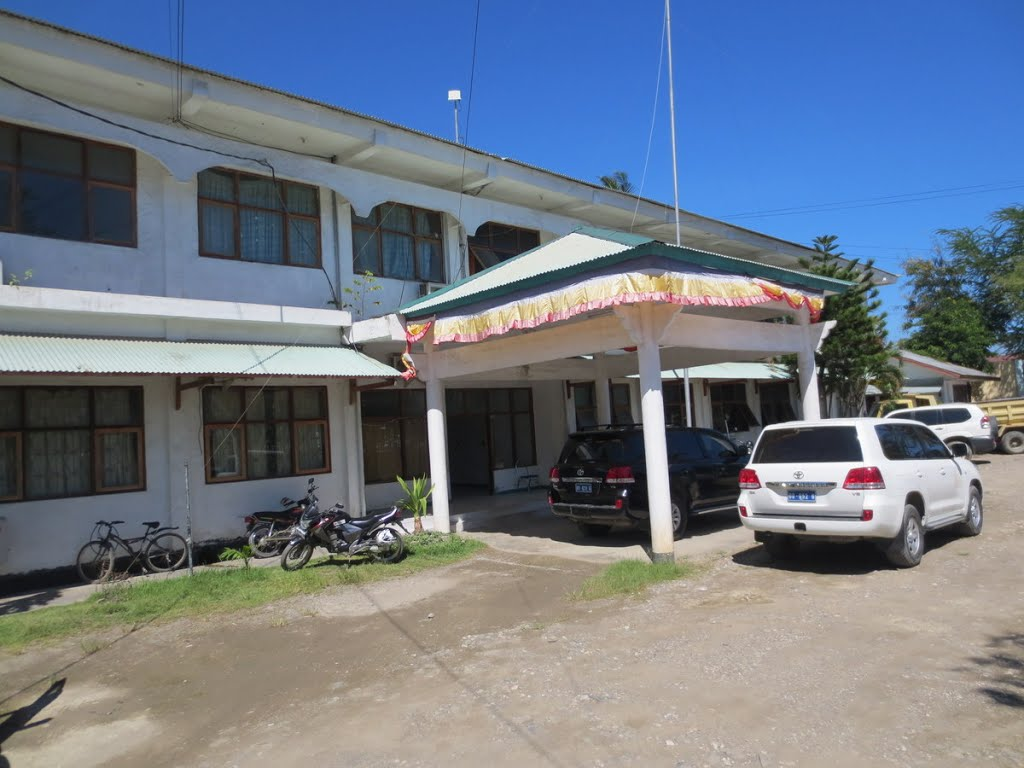
Ministerium für Landwirtschaft und Fischerei, Büro für Forstwirtschaft in Caicoli

Bei den Parlamentswahlen 2012 überholte Gusmãos Congresso Nacional da Reconstrução Timorense CNRT erstmals die Oppositionspartei FRETILIN und wurde stärkste Kraft im Nationalparlament Osttimors. Während der Koalitionspartner Partido Democrático PD sich behaupten konnte, scheiterten die Associação Social-Democrata de Timor ASDT und die Partido Social Democrata PSD an der Drei-Prozent-Hürde, nachdem sie in der vorhergehenden Legislaturperiode vor allem durch Streitereien aufgefallen waren. Neu im 3. Nationalparlament Osttimors war die FRETILIN-Abspaltung Frenti-Mudança, die mit CNRT und PD eine Koalition bildete. Die FRETILIN blieb die einzige Oppositionspartei.
PD-Vizegeneralsekretär Samuel Mendonça erklärte noch am 10. Juli 2012, dass die PD in die Opposition gehen würde, falls Parteilose in das Kabinett aufgenommen werden sollten. Das würde nicht den Kriterien der PD entsprechen. Trotzdem fanden sich in der Regierung später mehrere parteilose Mitglieder wieder. Die Regierung wuchs auf 56 Mitglieder an, so viele wie nie zuvor. Sie hatte damit mehr Mitglieder, als die Regierung von Indonesien. Außerdem waren drei Geschwisterpaare unter den Ministern, was der Regierung den Vorwurf der Oligarchie einbrachte. Professor Damien Kingsbury von der Deakin University widersprach dieser Kritik. Man könne Vizeminister und Staatssekretäre nicht mit Ministerposten bei der Zählung gleichsetzen, so dass die Anzahl der Regierungsmitglieder nicht ungewöhnlich sei.
Für das Verteidigungsministerium war zunächst Maria Domingas Alves vorgesehen, doch sprach sich Präsident Taur Matan Ruak, der früher militärischer Oberkommandierender der Armee war, nach Presseberichten gegen die bisherige Ministerin für soziale Solidarität aus, weswegen stattdessen Cirilo José Cristóvão zum Verteidigungsminister vereidigt werden sollte. Eine Rückkehr auf ihren alten Ministerposten lehnte Domingas angeblich aufgrund der „Beleidigung“ ab. Am 23. Oktober 2012 wurde schließlich Premierminister Xanana Gusmão selbst zum Verteidigungsminister vereidigt. Cristóvão erhielt kein Regierungsamt.
Kritik gab es auch an Jaime Xavier Lopes, dem neuen Staatssekretär für Grundstücke und Eigentum. Er war früher Chef der Kampfsportorganisation Perguruan Setia Hati Terate (PSHT) und hatte im Zusammenhang mit Gewalttaten der Organisation im Gefängnis gesessen.
Im November 2013 kündigte Gusmão an, er wolle sich noch vor Ablauf der Legislaturperiode von der aktiven Politik zurückziehen. Spätestens im September 2014 würde er als Premierminister zurücktreten. Später verschob er den Termin auf April 2015, da er noch die neuen Verhandlungen zum Grenzstreit mit Australien zu Ende bringen wolle. Anfang 2015 kündigte Gusmão erneut an, die Regierung umzubilden und auch selbst vorzeitig zurücktreten zu wollen. Am 5. Februar informierte er seine Koalitionspartner, er wolle den ehemaligen Gesundheitsminister Rui Araújo als seinen Nachfolger vorschlagen und trat mit einem Schreiben an Staatspräsident Taur Matan Ruak zurück. Araújo ist Mitglied des Zentralkomitees der FRETILIN, weswegen es in den drei Koalitionsparteien Verärgerung über Gusmãos Schritt gab. Unterstützung erhielt Araújo von der Führung der FRETILIN und vom ehemaligen Premierminister und Präsidenten José Ramos-Horta. Präsident Taur Matan Ruak nahm den Rücktritt Gusmãos offiziell am 9. Februar an und beauftragte am 10. Februar Araújo mit der Bildung einer neuen Regierung, nachdem ihn auch der CNRT offiziell vorgeschlagen hatte. Bis zur Vereidigung des neuen Premierministers am 16. Februar führte Xanana Gusmão das Amt als Premierminister weiter.

## Mitglieder der Regierung
| Mitglieder der Regierung Gusmão 8. August 2012 – 16. Februar 2015             | Mitglieder der Regierung Gusmão 8. August 2012 – 16. Februar 2015 | Mitglieder der Regierung Gusmão 8. August 2012 – 16. Februar 2015          |
| Foto                                                                          | Name                                                              | Posten                                                                     |
| ----------------------------------------------------------------------------- | ----------------------------------------------------------------- | -------------------------------------------------------------------------- |
| Xanana Gusmão                                                                 | Xanana Gusmão (CNRT)                                              | Premierminister, Minister für Verteidigung und Sicherheit                  |
| Fernando de Araújo, stellvertretender Premierminister                         | Fernando La Sama de Araújo (PD)                                   | stellvertretender Premierminister, Koordinator für soziale Angelegenheiten |
| Minister                                                                      |                                                                   |                                                                            |
|                                                                               | Hermenegildo Ágio Pereira (CNRT)                                  | Minister für den Ministerrat                                               |
|                                                                               | Emília Pires (parteilos)                                          | Ministerin für Planung und Finanzen                                        |
| José Luís Guterres, Außenminister                                             | José Luís Guterres (FM)                                           | Minister für Äußeres                                                       |
|                                                                               | Jorge da Conceição Teme (FM)                                      | Minister für Staatsadministration                                          |
|                                                                               | Mariano Assanami Sabino Lopes (PD)                                | Minister für Landwirtschaft, Forstwirtschaft und Fischerei                 |
|                                                                               | Dionísio da Costa Babo Soares (CNRT)                              | Minister für Justiz                                                        |
|                                                                               | Sérgio Gama da Costa Lobo (CNRT)                                  | Minister für Gesundheit                                                    |
|                                                                               | Bendito dos Santos Freitas (CNRT)                                 | Minister für Bildung und Kultur                                            |
|                                                                               | António da Conceição (PD)                                         | Minister für Handel, Industrie und Umwelt                                  |
|                                                                               | Isabel Amaral Guterres (parteilos)                                | Ministerin für Soziale Solidarität                                         |
|                                                                               | Gastão Francisco de Sousa (PD)                                    | Minister für den öffentlichen Dienst                                       |
|                                                                               | Pedro Lay (parteilos)                                             | Minister für Transport und Kommunikation                                   |
|                                                                               | Alfredo Pires (CNRT)                                              | Minister für Erdöl und Natürliche Ressourcen                               |
|                                                                               | Francisco Kalbuadi Lay (CNRT)                                     | Minister für Tourismus                                                     |
| Vizeminister                                                                  |                                                                   |                                                                            |
|                                                                               | Santina José Rodrigues Ferreira Viegas Cardoso (parteilos)        | Vizeministerin für Finanzen                                                |
|                                                                               | Constâncio da Conceição Pinto (PD)                                | Vizeminister für Außenbeziehungen                                          |
|                                                                               | Marcos da Cruz (PD)                                               | Vizeminister für Landwirtschaft und Fischerei                              |
|                                                                               | Ivo Jorge Valente (CNRT)                                          | Vizeminister für Justiz                                                    |
|                                                                               | Natália de Araújo (CNRT)                                          | Vizeministerin der Gesundheit für Ethik und Dienstleistungen               |
|                                                                               | Maria do Céu Sarmento (CNRT)                                      | Vizeministerin der Gesundheit für Management, Unterstützung und Ressourcen |
|                                                                               | Dulce de Jesus Soares (CNRT)                                      | Vizeministerin für Grundbildung                                            |
| Virgílio Simith, Vizeminister für Grundschulen und Sekundärschulen            | Virgílio Simith (CNRT)                                            | Vizeminister für Sekundärbildung                                           |
|                                                                               | Marçal Avelino Ximenes (CNRT)                                     | Vizeminister für Hochschulen und Wissenschaft                              |
|                                                                               | Abel da Costa Freitas Ximenes (FM)                                | Vizeminister für Handel, Industrie und Umwelt                              |
|                                                                               | Jacinto Rigoberto Gomes de Deus (CNRT)                            | Vizeminister für Soziale Solidarität                                       |
|                                                                               | Flávio Cardoso Neves (CNRT)                                       | Vizeminister für Transport und Kommunikation                               |
| Staatssekretäre                                                               |                                                                   |                                                                            |
| Avelino Coelho da Silva, Staatssekretär für den Ministerrat                   | Avelino Maria Coelho da Silva (parteilos)                         | Staatssekretär für den Ministerrat                                         |
| Maria Terezinha Viegas, Staatssekretärin für parlamentarische Angelegenheiten | Maria Terezinha Dias da Silva Viegas (CNRT)                       | Staatssekretärin für parlamentarische Angelegenheiten                      |
|                                                                               | Nélio Isaac Sarmento (CNRT)                                       | Staatssekretär für Medien                                                  |
|                                                                               | Francisco da Costa Soares (Borolaku) (PD)                         | Staatssekretär für Institutionelle Entwicklung                             |
|                                                                               | Veneranda M. Lemos Martins (CNRT)                                 | Staatssekretärin für Unterstützung und Förderung der Privatwirtschaft      |
|                                                                               | Idelta Maria Rodrigues (CNRT)                                     | Staatssekretärin für Förderung der Gleichstellung                          |
|                                                                               | Miguel Marques Gonçalves Manetelu (CNRT)                          | Staatssekretär für Jugend und Sport                                        |
|                                                                               | Ilídio Ximenes da Costa (CNRT)                                    | Staatssekretär für Berufsbildung und Arbeit                                |
|                                                                               | Roberto Sarmento de Oliveira Soares (parteilos)                   | Staatssekretär für die Beziehungen mit den ASEAN                           |
|                                                                               | Tomás do Rosário Cabral (CNRT)                                    | Staatssekretär für die Dezentralisierung der Verwaltung                    |
|                                                                               | Samuel Mendonça (PD)                                              | Staatssekretär für lokale Entwicklung                                      |
|                                                                               | João Cardoso Fernandes (PD)                                       | Staatssekretär für Forstwirtschaft und Naturschutz                         |
|                                                                               | Rafael Pereira Gonçalves (CNRT)                                   | Staatssekretär für Fischerei                                               |
|                                                                               | Valentino Varela (CNRT)                                           | Staatssekretär für Viehzucht                                               |
| Jaime Xavier Lopes, Staatssekretär für Grundstücke und Immobilien             | Jaime Xavier Lopes (CNRT)                                         | Staatssekretär für Grundstücke und Eigentum                                |
|                                                                               | Ricardo Cardoso Nheu (FM)                                         | Staatssekretär für Handel                                                  |
|                                                                               | Filipus Nino Pereira (PD)                                         | Staatssekretär für Industrie und Kooperativen                              |
|                                                                               | Nominando Soares Martins Buras (PD)                               | Staatssekretär für Umwelt                                                  |
|                                                                               | Vítor da Costa (FM)                                               | Staatssekretär für soziale Sicherheit                                      |
|                                                                               | Júlio Sarmento da Costa Metan Malik (PD)                          | Staatssekretär für Veteranen und ehemalige Kämpfer                         |
|                                                                               | Luís Vaz Rodrigues (CNRT)                                         | Staatssekretär für den öffentlichen Dienst                                 |
|                                                                               | Januário da Costa Pereira (CNRT)                                  | Staatssekretär für Elektrizität                                            |
|                                                                               | Elias Pereira Moniz (PD)                                          | Staatssekretär für Wasser, Hygiene und Urbanisation                        |
|                                                                               | Júlio Tomás Pinto (CNRT)                                          | Staatssekretär für Verteidigung                                            |
|                                                                               | Francisco da Costa Guterres (CNRT)                                | Staatssekretär für Sicherheit                                              |
|                                                                               | Maria Isabel de Jesus Ximenes (CNRT)                              | Staatssekretärin für Kunst und Kultur                                      |